# Бронекатера проекта 1124
Прое́кт 1124 (пр. 1124) — один из наиболее массовых типов речных бронекатеров (БКА, БК) Военно-Морского флота, больше построено только БКА проектов 1125 (203 единицы), 191 и 191М (119 единиц).
Бронекатеров проекта 1124 построили 99 единиц.

## История создания
12 ноября 1931 года командование Рабоче-крестьянского Красного флота (РККФ) утвердило техническое задание (ТЗ) на создание двух типов бронекатеров. Большой бронекатер, предназначавшийся для Амура, предполагали вооружить двумя 76-мм пушками в двух башнях, а малый бронекатер — одной 76-мм пушкой в одной башне. Также на бронекатера планировали установить две малые башни с 7,62-мм пулемётами. Осадка большого бронекатера должна была быть не более 70 см, а малого — не более 45 см. Катера должны были удовлетворять железнодорожным габаритам СССР при перевозке на платформе.

### Проектирование
22 июня 1932 года техническое задание (ТЗ) выдано проектировщику «Ленречсудопроект». Для бронекатеров выбраны башни и пушки танка Т-28 и бензиновые двигатели ГАМ-34.
В октябре 1932 года «Ленречсудопроект» закончил проектирование катеров. Большой бронекатер назван «проект 1124»; малый — «проект 1125». Эти катера схожи по конструкции. Главный конструктор проектов 1124 и 1125 — Бенуа, Юлий Юльевич.
В 1933 или 1934 году Зеленодольскому заводу № 340 им. Горького заказаны речные бронекатера проектов 1124 и 1125; за 10 лет их построено 154 единицы.

### Сдача катеров

Бронекатер Амурской флотилии проекта 1124 (1937 год). Характерный в носу у первых серий «черпак»

В начале апреля 1937 года Зеленодольский завод сдал 28 катеров пр. 1124. Они пошли в Амурскую флотилию.
Бронекатера предназначили для огневой поддержки, борьбы с переправами противника, разведки, конвоирования десанта, патрулирования и боёв с катерами противника. Использование на Амуре бронекатеров первой серии пр. 1124 завода № 340, показало их недостаточную мореходность. При ходе на волнении палубы и рубки катеров заливало так сильно, что работать экипажу на палубе было фактически нельзя. Из-за этого 2-й отдел управления кораблестроения (УК) Народного комиссариата Военно-морского флота (НКВМФ) получил задачу уменьшить брызгообразование построенных катеров наделками, но без существенного изменения носа. Применение брызгоотражателей (выглядевших как привальный брус) уменьшило разлет брызг и на тихой воде и при волнении.

### Меры по уменьшению водоизмещения и осадки
В сентябре 1937 года зам начальника Морских сил РККА утвердил меры уменьшения водоизмещения и осадки бронекатеров проекта 1124: пересмотром запасов прочности и применением легких сплавов, облегчить корпус, системы, устройства, оборудование; для осаживания на ровный киль 0,7 м, вместо бывшей 0,75 м, шире сваривать обшивку и набор (кроме бронирования): делать из оцинкованной стали набор, наружную обшивку, переборки и палубы; переместив оборудование в погребах, помещениях для экипажа, моторном отделении и т. д., устранить дифферент катера; отказаться от системы затопления погребов, учитывая малую осадку; увеличением развала носовых шпангоутов повысить мореходность; обеспечить незаливаемость рубки герметизацией дверей и иллюминаторов; на иллюминаторы светомаскировку делать из дюралюминия (вне цитадели). Предполагалось, что после этого появится возможность установить бронепояс по ватерлинии спереди и сзади бронированной средней части катера, продлив его до носа и кормы. Но водоизмещение катера переработанного проекта 1124, утвержденного в марте 1938 года, выросло до 43,8 т, осадка увеличилась до 0,76 м, а скорость упала до 21 узлов (при дальности плавания 250 миль на крейсерской скорости). Это от учёта требований УК о увеличении толщины бронирования рубки (с 7 до 8 мм) и палубы над топливным отделением (с 4 до 7 мм), увеличения прочности набора днища и увеличения запаса водоизмещения с 630 до 1 000 кг.

### Построили на 1 января 1941 года
На 1 января 1941 года построили 172 бронекатера проектов 1124, 1125 и С-40. Но к 22 июня 1941 года из-за нехватки танковых башен Т-28 в строй вошёл только 71, в том числе 28 проекта 1124 (все в АмурВФл), 42 проекта 1125, 16 из которых вошли в Амурскую военную флотилию и пограничные отряды НКВД на Амуре, 22 ушли на Дунай, 4 — в шхерный отряд Балтийского флота, и 1 (проекта С-40) — отправлен на Амударью.

## Конструкция
Большой и малый бронекатера проектов 1124 и 1125 близки по конструкции, в основном различаясь количеством орудийных башен — 2 и 1, количеством главных двигателей — 2 и 1 и немного размерами.
Задание на «амурский» бронекатер (проект 1124) в 1932 году: водоизмещением 47,3 т; длиной 25,3 м; шириной 4,06 м; осадкой 0,7 м; высота борта 1,9 м; дальность экономическим ходом (11 узлов) 500 морских миль (926 километров). Для снижения осадки корпусу придать полноту, обеспеченную бортами с прямыми стенками с небольшими радиусами закруглений у скул, плоским днищем и, в корме, открытыми тоннелями гребных валов. Скорость полного хода 21,6 узлов (40 км в час). Для бронирования жизненно важных частей применялась 8-мм броня (позже у бензиновой цистерны толщину брони довели до 14 мм), палубы — 4, орудийных башен — 20, пулеметных — 7—8 мм. Неброневую часть корпуса планировали сваривать, броневую — склёпывать (в Великой Отечественной полностью перешли на сварку).
Плоскодонный корпус с поперечным набором девятью водонепроницаемыми переборками разделялся на 10 отсеков, между ними в переборках устанавливали люки. Конструкция корпуса смешанная: бронированная часть клёпаная, небронированная — сварная. Сварные детали соединены встык. К броне набор приклепывался, к обшивке вне цитадели — приваривался. В средине корпуса бронированная цитадель, в которой подбашенные отсеки, моторное отделение, топливные баки и радиорубка. В районе топливного отсека броня двойной толщины — склепывали 2 бронелиста. Бронированные и палубный настил и бортовая обшивка цитадели, опускаясь на 200 мм ниже уровня ватерлинии. Так броня участвовала общей прочности корпуса.
Для уменьшения веса корпуса уменьшением площади бортовой обшивки, уменьшения метацентрической высоты и хорошей остойчивости, палуба в корме с уступом — опущена на 0,5 м. Кроме того, первоначально похожий уступ и в носу. Но это не обеспечивало мореходность и позже от носового уступа отказались.

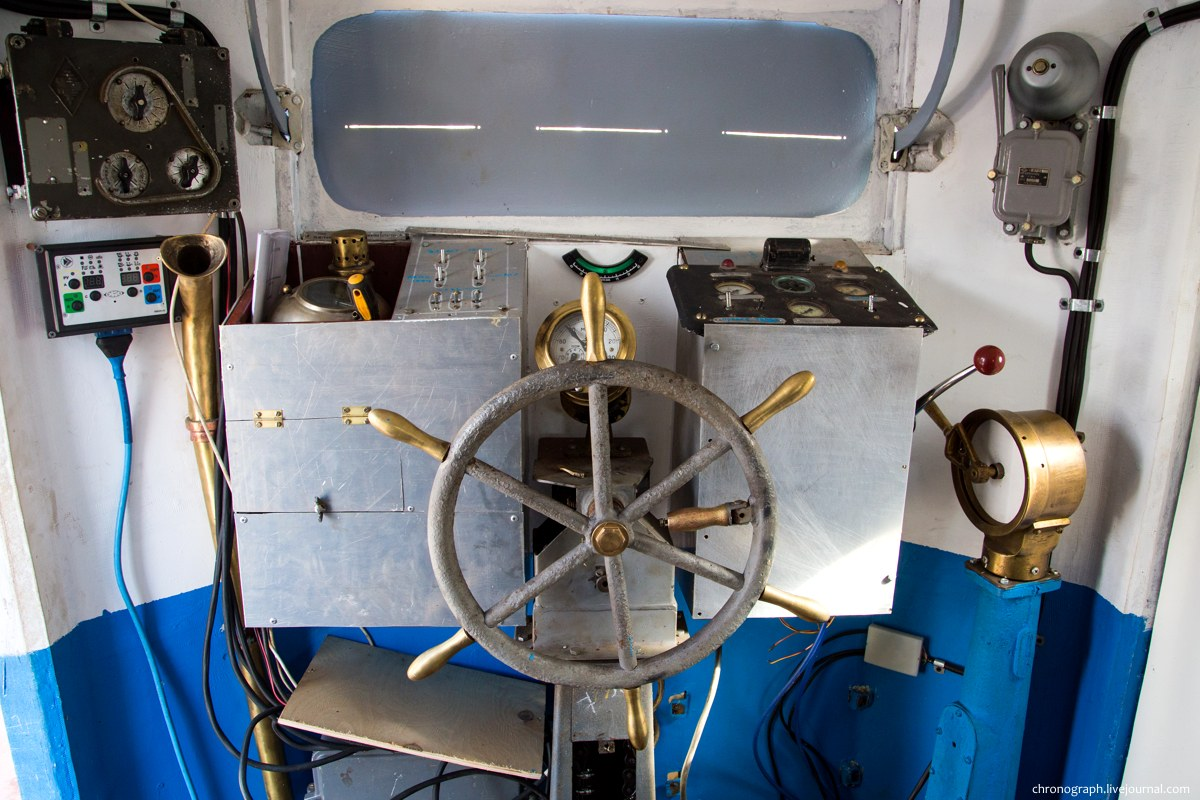
Реплика рубки БКА пр.1125, только немного отличающаяся по размерам от рубки БКА пр.1124

Так как катера предназначены для рек в видимости берега, то средства управления минимальны — штурвал, машинный телеграф и шлюпочный компас; на катерах для озёр и прибрежных районов морей за рубкой планировали установить 127-мм компас на нактоузе, иногда и сзади рубки — ходовой мостик. Ещё при проектировании встала проблема снижения силуэта катера и палубу опустили в рубке на 0,5 м, моряки в рубке на платформе над бензоцистерной в 4 т. Для уменьшения возможности взрыва бензиновых паров по идее инженера Шатеринкова внедрили систему противопожарной защиты — отработанные газы охлаждали в конденсаторе и подавали в цистерну из нескольких отсеков, после чего они удалялись за борт. Для снижения шума использовался подводный выхлоп. За всю войну не произошло ни одного взрыва бензоцистерн. Высоту жилых помещений вынужденно уменьшили — всего 1,55 м, вентиляция естественная. Они с водяным отоплением и элементарными удобствами и с естественным освещением через иллюминаторы. Рубка с переговорными трубами и машинным телеграфом.

#### Характеристики
Бронекатера пр. 1124 первой серии имели: водоизмещение 41,7 т; длину наибольшую 25,3 м; длину по ватерлинии 25 м; ширину по привальным брусьям 3,74 м; ширину по ватерлинии 3,6 м; осадку 0,75 м. Два мотора ГАМ-34БП суммарной мощностью 1440 л. с. (при 1770 об/мин) обеспечивали скорость 22 узла (при дальности 520 км). Запас спиртово-бензиновой смеси для двигателей 4200 кг (на 12,2 часа хода), запуск на грозненском бензине 1 сорта. Вооружение: две 76-мм пушки и 2 спаренных 7,62-мм пулемета ДТ в двух башнях от танков Т-28. Кроме этого — 1 ДТ в башенке ПБ-3 на рубке. Противопульное бронирование — борта 7 мм: палубы 4 мм; рубки и крыши 7 и 4 мм.
Но основное условие — осадка катера не должна превышать 0,7 м — не выполнили. Если учитывать значительный (до 10 %) недокат тонколистовой стали и недостаточный контроль на заводе, то ожидалось только увеличение осадки.

#### Модернизация в 1939—1940 годах
По опыту эксплуатации бронекатеров на Амуре в 1939—1940 годах пр. 1124 откорректировали. В 1940 году высоту борта в носу подняли до верхней палубы, в результате нос получил дополнительный развал бортов, а вооружение предложили усилить установкой спаренных пулемётов 12,7 мм в башне ДШКМ-2Б. Пушечные башни от танка Т-28 сначала хотели заменить такими же, но с углами возвышения пушек 70°. Но от этого вскоре отказались — к тому времени начали сьём с производства танка Т-28 с пушкой КТ-28. Кировский завод ещё модернизировал танк, вооружив его 76-мм пушкой Л-10 (с увеличенной до 24 калибров длиной ствола). Около 300 танков Т-28, из около 500 произведенных, с пушкой Л-10 выпустили и перевооружили ею при ремонтах. Кроме того, завод налаживал выпуск ещё более мощной пушки Л-11 (длина ствола 32 калибра), которая начала поступать для танков Т-34 и КВ. Т-34 и КВ-1 с новым вооружением и противоснарядной броней решили участь устаревающего Т-28. Вместе с танками Т-28 Кировский завод прекратил и изготовление башен для них. И хотя от производства пушки Л-10 быстро отказались, но, по исследованию А. В. Платонова, один бронекатер пр. 1124, вооруженный пушками Л-10 в башнях Т-28, провоевал всю войну сначала на Онежском озере и на Балтике (№ 62 (с 30 апреля 1942 года № 12, с 26 ноября 1943 года № 210, с 8 марта 1944 года «БК-210»). Неслучайно моряки начально хотели иметь для бронекатеров «флотские» башни, но с танковой пушкой и с унифицированным армейским боезапасом. Причиной был малый угол возвышения танковых башен — 25°. Для стрельбы из танка прямой наводкой этого хватает, а у бронекатеров большие мертвые зоны из-за того, что предполагаемые цели могли быть на возвышенных берегах. Поэтому, несмотря на проблемы, создали и в 1940 году испытали на одном из бронекатеров Черноморского флота башню МУ, но вооружённую пушкой Л-11. Угол возвышения пушки в этой башне по техническому описанию должен был быть 70°. Башня испытаний не выдержала, подробности неизвестны. Но пока шла работа по внедрению перспективного вооружения, на вновь построенных катерах 1940 года, как и на первой модификации, установили две 76-мм пушки в башнях Т-28 из уже истощавшихся запасов. Установка двух 12,7-мм пулеметов в башне ДШКМ-2Б усилила вооружение бронекатера. Кроме того, помимо личного оружия экипажа, на бронекатере пр. 1124 имелось 2 пулемёта ДТ в малых башнях и два таких же пулемёта, которые, установленные на сошки, могли использоваться как ручные. Для установки башни ДШКМ-2Б удлинили рубку на одну шпацию. Это увеличило на 500 кг водоизмещение и на 1 см осадку.

#### Расчет при установке 76-мм пушек Лендера
При замене двух башен Т-28 на две пушки Лендера, чтобы ввести в строй готовые, но невооруженные катера, в феврале 1941 года «Ленречсудопроект» сделал расчёт остойчивости и осадки бронекатера пр. 1124, результаты которого: полное водоизмещение катера с башнями Т-28 — 44,42 т, 2 башенные установки Т−28 — −5,575 т, боекомплект 2 установок Т-28 — −2 т, всего снято грузов — (7,575 т); две пушки Лендера — 2,6 т, боекомплект двух пушек Лендера (масса 197 выстрелов) — 1,8 т, дополнительные подкрепления (2 × 465 кг) — 930 кг, всего принято — 5,33 т; полное водоизмещение катера с пушками Лендера — 37,355 т.
Расчёты показали, что при установке 76-мм пушек Лендера метацентрическая высота не уменьшена, а осадка носом и кормой уменьшены до 0,68 и 0,72 м. Что бы не вносить изменения в корпус, на вырез в палубе под башню Т-28 ставили накладной лист, соединявшийся болтами через отверстия по краям выреза. А на этот подкрепленный накладной лист устанавливали пушку Лендера. Патроны подавали через отверстие в накладном листе у мертвых углов обстрела.

### Силовая установка

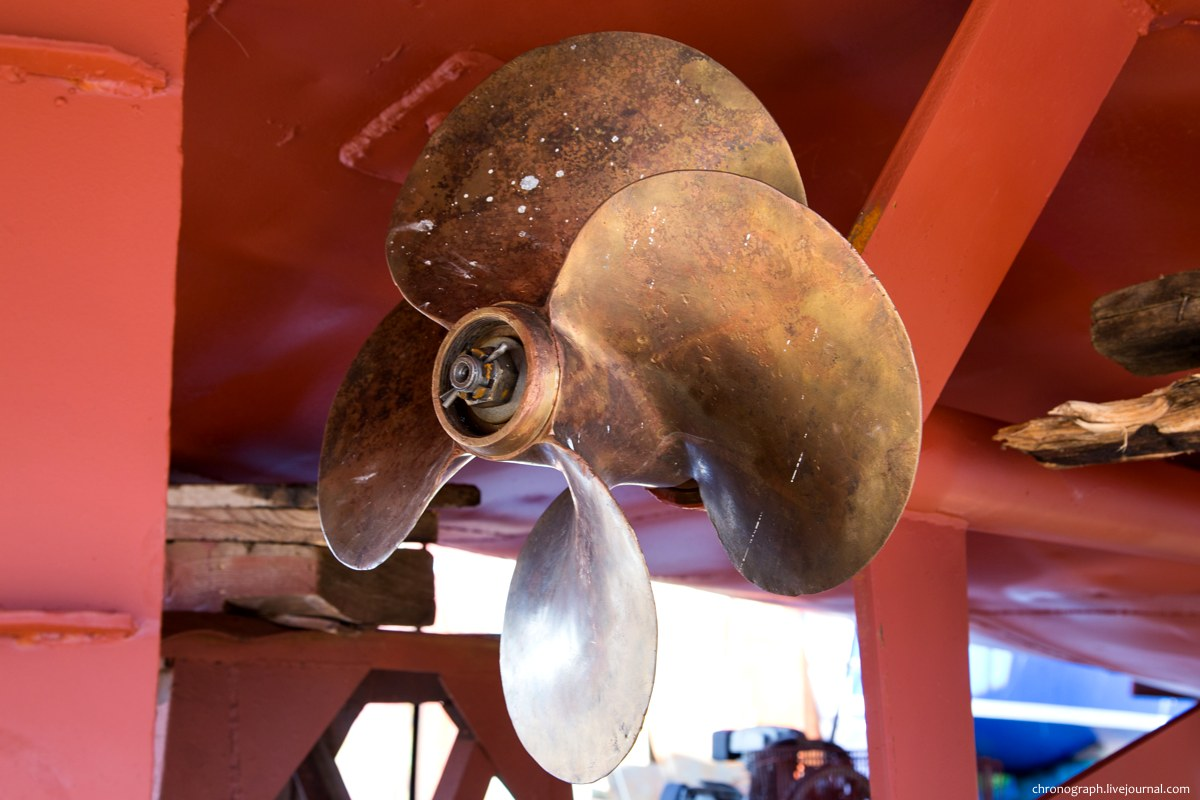
Оригинальный винт БКА

На первых сериях бронекатеров проектов 1124 и 1125 12-цилиндровые V-образные реверсивные бензиновые двигатели ГАМ-34БП или ГАМ-34БС, созданные из авиамоторов АМ-34 Микулина. Моторы ГАМ-34, такие же на торпедных катерах типа Г-5, охлаждались по замкнутому циклу: в водомасляные радиаторы охлаждения забортная вода поступала самотеком. Моторное отделение с углекислотной системой пожаротушения.
На большом бронекатере пр. 1124 два двигателя, на малом — один. Максимальная мощность ГАМ-34БП — 800 л. с. и ГАМ-34БС — 850 л. с. — при 1850 об/мин. На этих оборотах бронекатера могли разогнаться до самого полного хода, движение на самой большой скорости в переходном режиме от водоизмещающего плавания к глиссированию.
С 1942 года на большей части катеров проекта 1124 и проекта 1125 устанавливали четырёхтактные двигатели, полученные по ленд-лизу: фирмы Hall-Scott — до 900 л. с. и фирмы Packard — до 1200 л. с. Они надёжнее отечественных, но требовали квалифицированного обслуживания и высокооктанового бензина Б-87 и Б-100.

### Вооружение

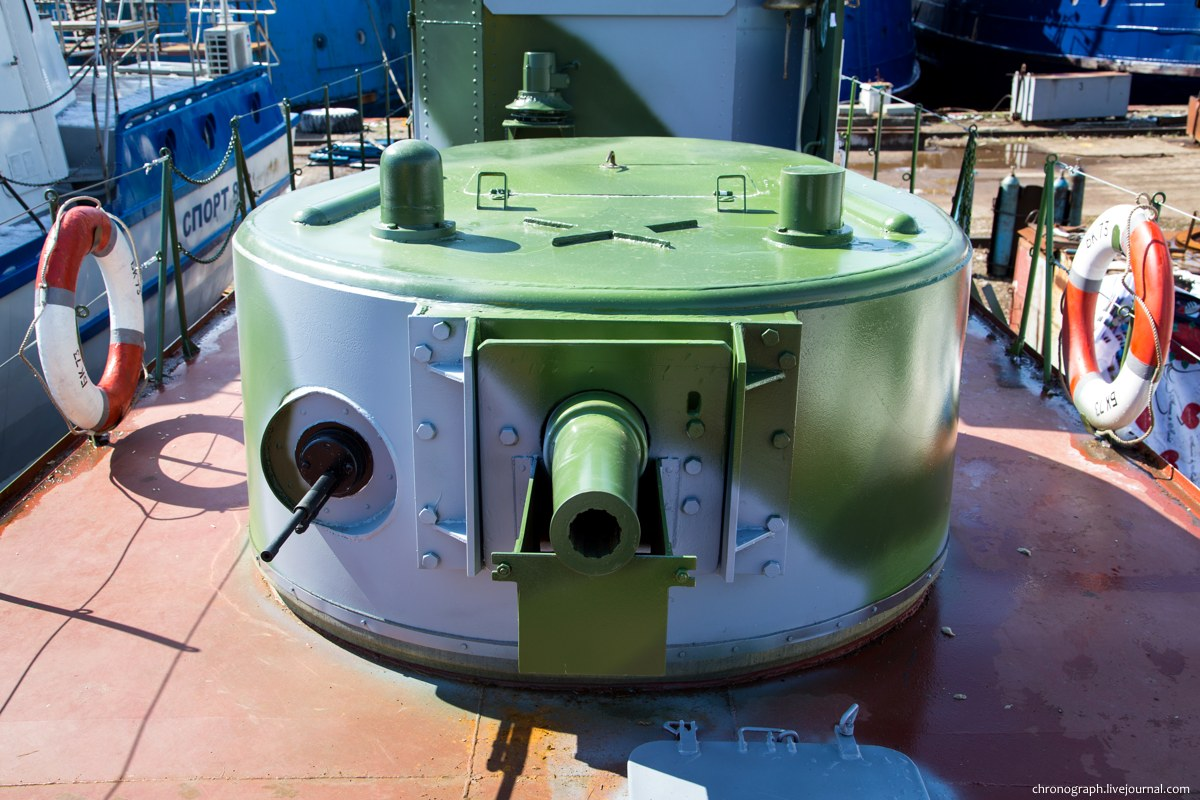
Реплика орудийной башни БКА

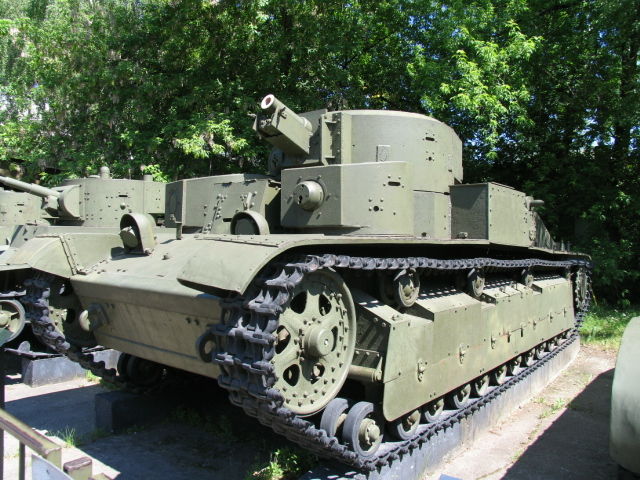
Танк Т-28 в ЦМВС. Его главную башню устанавливали на БКА пр. 1125 и 1124, изменённые малые башни на бронекатерах имели по 2 амбразуры — для стрельбы в горизонтальных и вертикальных секторах

Первоначально на бронекатера пр. 1124 планировали вооружение: два 76-мм танковых орудия ПС-3 длиной 16,5 калибров и 7,62-мм пулемёт Максима в башне на рубке. При постройке катеров пулемётные башни модернизировали, установив пулеметы ДТ для стрельбы по наземным и воздушным целям. В каждой башенке ПБК-5 по 2 амбразуры, закрывавшиеся броневыми заслонками, пулемет вставлялся в гнезда шаровой опоры одной из амбразур. Но 7,62-мм пулеметы неэффективны при стрельбе по самолётам, поэтому в 1940 году их планировали заменить крупнокалиберными ДШК в двуствольных башнях ДШКМ-2Б конструкции Лещинского (толщина брони 10 мм). Башни ДШКМ-2Б делали круглыми (их модификацию ДШКМ-2БУ — шестигранными), наводили на цель через оптический прицел ШБ-1 с кольцевой сеткой, боекомплект 6 магазинов по 30 патронов на пулемет. Угол обстрела носового орудия до 300°, кормового — до 330° при возвышении 75 — 85°.

#### Пушечное вооружение в 1937—1940 годах
Первоначально бронекатера проекта 1124 имели 76-мм танковые пушки образца 1927/32 года, называемые КТ-28 или КТ, с длиной ствола 16,5 калибров в башнях Т-28. Но в начале 1938 года изготовление пушек КТ-28 на Кировском заводе прекращено.
В 1937—1938 годах этот завод серийно производил 76-мм танковые пушки Л-10 с длиной ствола 26 калибров. Эти пушки установлены на некоторых бронекатерах проектов 1125 и 1124 в тех же башнях.
Л-10 установили примерно лишь на одном БКА пр. 1124.

#### Пулемётное и лёгкое вооружение

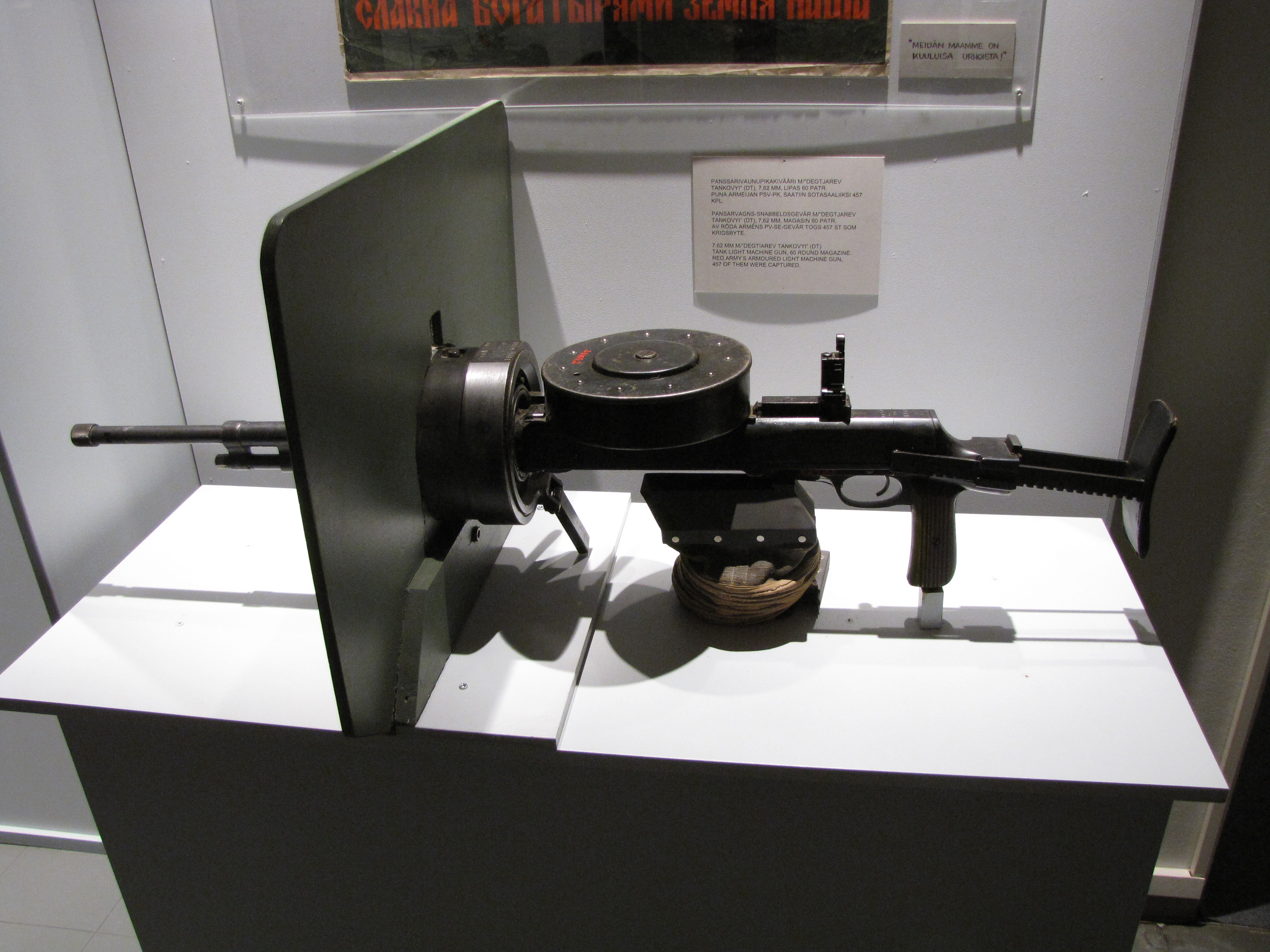
ДТ в музее

БКА пр. 1124 из 1-4 7,62-мм пулеметов ДТ — до 2 спаренных в танковых башнях, до 2 в 1-2 башенке/ах — на рубке и иногда на носу; или 1-3 ДТ — до 2 спаренного/ых в танковых башнях и иногда 1 в башенке на носу, и от 1 до 2 (спаренных) 12,7-мм пулемёт/ов ДШК в башне на рубке; личное оружие экипажа.
Установка пулеметов ДТ в корме пушечных башен и на зенитных турелях на люке пушечных башен, как это утверждают некоторые авторы, фотографиями бронекатеров с башнями от Т-28 не подтверждается.

#### Зенитное вооружение
1-2 ДТ в 1-2 башенках на рубке и иногда в носу, или от 1 до 2 (спаренных) 12,7-мм ДШК в башне на рубке и иногда 1 ДТ в башенке на носу.

#### Планы модернизации пушечного вооружения
Наибольший угол возвышения пушек КТ всего 25°, на этот угол рассчитаны башни от Т-28, так как танки предназначены в основном для уничтожения целей прямой наводкой. Речной бронекатер имел малую высоту линии огня над водой, поэтому при стрельбе прямой наводкой было большое непоражаемое пространство; оно закрыто берегом, лесом, кустарником, строениями и т. д. Для исправления этого в 1938—1939 годах для катеров проектов 1124 и 1125 создана башня МУ; она допускала угол возвышения 76-мм пушки 70°. Разработкой башни занималась «шарашка» ОТБ. В 1939 году на Кировском заводе в башню МУ установлена пушка Л-10. Башня с таким орудием прошла полигонные испытания на Артиллерийском научно-исследовательском опытном полигоне; но результаты испытаний неудовлетворительны. Тем не менее завод № 340 к концу 1939 года осуществил постройку бронекатера пр. 1125, вооружённого пушкой Л-10. В начале 1940 предполагалось испытать бронекатер в Севастополе.
Но Кировский завод к началу Великой Отечественной войны не освоил их серийное производство, а в июле начали эвакуацию Кировского завода на площади Челябинского тракторного. После этого, видимо, окончательно прекратили работы по корабельным установкам МУ. Это застало советский флот врасплох. Оказалось, что нет ни старых башен Т-28, ни модифицированных МУ. Но к этому времени советская промышленность освоила производство более мощной Ф-34 (длина ствола 41,5 калибра) танка Т-34. Руководство ВМФ решило вооружить бронекатера второй серии башнями танка Т-34 с Ф-34. Но до конца 1941 года почти все башни шли на танки Т-34, для катеров их не выделяли.

### Радиостанция
На бронекатерах проектов 1124, 1125 и С-40 устанавливали радиостанцию «Ерш» мощностью 50 Вт, работавшую в диапазоне волн 25-200 м (0,5-12 МГц) на передачу и 25—600 м (0,5-12 МГц) на прием, дальность действия 80 миль. Радиостанция «Ерш» питалась от двух аккумуляторов 10НКН-60М напряжением 12 В. Батареи заряжали на катере через свое зарядное устройство «ЗУ-1». Зарядка: а) на ходу — от распределителя катера напряжением 24 В; б) на стоянке — от распределителя напряжением 110 В.

## Модернизации в ходе войны
Хотя укомплектование бронекатеров проектов 1124 и 1125 башнями Т-34 рассматривали на встречах Народных комиссаров военно-морского флота и танковой промышленности Кузнецова Н. Г. и Малышева В. А., из-за нехватки башен Т-34 в начале 1941 года вспомнили о 76-мм зенитной пушке Лендера образца 1914/15 годов — она имела такие же боеприпасы, как и пушка танка Т-28 (и как потом пушка «тридцатьчетвёрки»). Радиус круга обслуживания универсальных пушек образца 1914/15 годов из-за малой ширины корпуса бронекатеров оказался слишком мал, поэтому установка их на бронекатера считалась временной (как и оказалось в ходе Великой Отечественной войны). Так пришлось устанавливать устаревшие, открыто расположенные пушки Лендера, которых, по некоторым данным, установили 30 на катерах проектов 1124 и 1125 завода № 340. Позже пытались называть бронекатера с 76-мм зенитными пушками катерами ПВО и этим объяснить установку на них зенитных пушек образца 1914/15 годов. В 1941 году таких неэффективных зенитных пушек, как эта, периода Первой мировой войны, в советском военно-морском флоте не было, да и катеру ПВО практически незачем иметь солидную броню.

### Вооружениепушками Лендера1941—1942 годах
В 1941—1942 годах пушками Лендера из-за нехватки башен танков Т-34 для бронекатеров вооружили от 7 до 9 бронекатеров пр. 1124, уцелевшие из них в 1943 — 44 годах перевооружены на пушки Ф-34 в башнях Т-34.

### Вооружение пушкамиФ-34в башнях от танковТ-34в 1942—1945 годах
В 1942 году речные бронекатера проектов 1124 и 1125 начали вооружать пушками Ф-34 в башнях танков Т-34 с углом возвышения 25°. Предлагали проекты башен с максимально большими углами возвышения этих орудий, но они нереализованы.

### Вооружениеморскими минамив 1942—1945 годах
Минами бронекатера вооружать не собирались. Но с весны 1942 года на корме палуб вновь строящихся бронекатеров монтировали рельсы и обуха для крепления мин. Бронекатера проекта 1124 могли принять по восемь мин, а бронекатера проекта 1125 — по четыре.

### Вооружениепусковыми установками реактивных снарядовв 1943—1945 годах
Во время Великой Отечественной войны на бронекатерах устанавливали новое мощное оружие — пусковые установки реактивных снарядов 24-М-8 с 24 82-мм или 16-М-13 с 16 132-мм реактивными снарядами М-8 и М-13, в общем сходными с 82-мм и 132-мм реактивными снарядами РС-82 и РС-132.

### Оснащение ледовыми поясами
В ходе боевых действий возникла необходимость продлить время навигации бронекатеров на замерзающих водоёмах; но сделать это трудно — лёгкий корпус бронекатера не мог обеспечить плавание без риска повреждения даже в битом льду. Тонкие льдины сдирали краску с корпуса, что приводило к его коррозии, и на бронекатерах часто повреждались тонкие лопасти гребных винтов. Главный конструктор бронекатеров Ю. Ю. Бенуа нашёл выход — катер «одели» в деревянную «шубу». До́ски толщиной 40 — 50 мм защищали днище и борта на 100—150 мм выше ватерлинии катера. Эта «шуба» почти не изменяла осадку из-за плавучести дерева. Но у «шубы» и недостатки — в ней бронекатер скорость имел меньше. Поэтому инженер Э. Э. Паммель создал проект гребного винта́ с кромками лопастей толще предыдущих; максимальная скорость бронекатера с упроченными винтами уменьшилась только на 0,5 узла. Так советские бронекатера стали мини-ледоколами; это важно на Ладожском и Онежском озёрах: там «речные танки» могли ходить на две-четыре недели дольше, чем суда финских соединений.

## Постройка

### Ленинградские бронекатера
6 бронекатеров пр. 1124, заложенные в 1940 году на Ижорском заводе и спущенных весной 1941 года, достраивались на заводе № 194 в Ленинграде, с устранением замечаний УК РККФ от 13 марта 1939 года. Бронекатера № 97, 98, 99 и № 100 вооружили 2 76-мм зенитными пушками образца 1915 года (Лендера), а № 101 и № 102 — 2 76-мм танковыми образца 1927/32 годов в башнях танка Т-28.

### Бронекатера Зеленодольского судостроительного завода
На бронекатерах этого завода устанавливали по две 76-мм пушки Лендера и их вооружение усилили два 12,7-мм пулемета ДШК в башне ДШКМ-2Б. Для установки башни ДШКМ-2Б рубка бронекатера удлинена в корму на одну шпацию, из-за этого водоизмещение увеличилось на 0,5 т и на 1 см осадка.
В связи с нехваткой башен Т-34 с 76-мм пушками руководство ВМФ СССР вспомнило о устаревшей 76-мм зенитной пушке образца 1914/15 годов, с такими же боеприпасами, как и 76-мм пушки КТ, Л-10 и Ф-34.
Но радиус площадок обслуживания орудий Лендера из-за малой ширины бронекатера, мешающих рубки и капа моторного отделения слишком мал, поэтому их установку считали временной мерой.
Позже попытались называть эти бронекатера катерами противовоздушной обороны, но в 1941—42 годах зенитной пушки с меньшей эффективностью, чем орудие Лендера периода Первой мировой, в советском Военно-морском флоте не было. Не касаясь того, что судну противовоздушной обороны иметь такое обширное бронирование незачем.

### Во время Великой Отечественной войны
Первый же период Великой Отечественной войны показал необходимость бронекатеров, и госкомитет обороны 18 августа 1941 года решил достроить 68 заложенных бронекатеров проектов 1124 и 1125, и заложить ещё 66 бронекатеров на предприятиях наркомсудпрома и 44 — на заводах народного комиссариата речного флота.
СССР лишился судостроительных предприятий на юго-западе, включая завод № 300 (Ленинская кузница)) в Киеве. Судостроение речных судов в западной части Советского Союза было ограничено бассейном Волги. При этом в сентябре 1941 года в Наркомат танковой промышленности передали Сталинградский судостроительный завод № 264 (Красноармейскую верфь), с вытекающими последствиями для сокращения на нём судостроения.
Фактически строительство бронекатеров пр. 1124 продолжали заводы № 340 в Зеленодольске и № 115 в Астрахани, из них лишь первый завод имел опыт постройки бронекатеров. Но и здесь возникли проблемы. Военно-морской флот и военное кораблестроение обеспечивали по остаточному принципу, стали даже забирать у военно-морского флота и наркомсудпрома всё, что могло пригодиться для сухопутного фронта. Поэтому бронекатера лишились башен и брони (необходимых танкам), двигателей ГАМ-34 (нужных самолётам), двигателей ЗИС-5 (нужных для грузовых автомобилей) и так далее.
На заводе № 340 технологию работы с броней наладили только в 1942 году. К этому времени у завода скопилось 18 БКА пр. 1124. К счастью запустили цех по переделке выработавших ресурс авиационных моторов АМ-34РНБ в катерные с реверсивными муфтами. 340-й завод сдал первые 22 бронекатера пр. 1124 только в 1943 году, в 1944 году — ещё 13 — последние бронекатера этого завода за войну. Это объяснялось тем, что к 1943 году доля продукции для военно-морского флота в производства завода № 340 имени Горького всего 20 %, остальное — заказы других народных комиссариатов.
На основе опыта боевых действий речных флотилий в проект 1124 внесли небольшие изменения; в частности, переделаны артпогреба и увеличен боекоплект. Изменения 5 марта 1942 года утвердил вице-адмирал Галлер Л. М. — заместитель наркома ВМФ по кораблестроению и вооружению.
На бронекатера ставили модифицированные моторы ГАМ-34БС (850 л. с. при 1850 оборотах в минуту), но водоизмещение увеличилось и скорость снижена на 0,5 уз. Большинство катеров оснащали импортными бензиновыми моторами, поставлявшимися по ленд-лизу: «Холл-Скотт» в 900 л. с. и «Паккард» в 1200 л. с. Считающиеся более надежными, чем ГАМ-34, они требовали высокооктановых бензинов Б-87 и Б-100, хорошего моторног масла и хорошо обученных мотористов (часто прогорали клапаны и т. д.).
Бронекатера с двигателями ГАМ-34 обозначали 1124/I, а с двигателями «Холл-Скотт» и «Паккард» — 1124/II и 1124/III. Все бронекатера, как правило, в шаровой окраске, а при действиях на реках камуфлировали растительностью.
Корпус усилен, иллюминаторы оставили только в кубрике и радиокаюте. Защиту бензоцистерны усилили до 14 мм (два склепанные между собой бронелиста).
Для улучшения живучести радиосвязи применили штыревые и поручневые антенны по периметру рубки. Установили телефоны. Командир теперь мог связаться по телефону с пушечными башнями, с кормовым румпельным отсеком и с машинным отделением.
Сначала наблюдение предполагали вести из боевой рубки через смотровые щели в бронелистах. В войну это оказалось неудобным, приподнимали щитки, выглядывали в приоткрытые бронедвери, что увеличивало потери экипажей. Поэтому на крыше рубки смонтировали танковый поворотный перископ. Использовали и танковые перископические смотровые приборы.
Для улучшения условий быта в 1944 году Ю. Бенуа предложил установить специально разработанные котлы-плиты и для отопливая и для готовки пищи (вместо пожароопасных плит с примусными горелками). Они работали и жидком топливе, и на угле и дровах и у экипажей заслужили одобрение.
Переделали и рулевой механизм. Рули, несмотря на защиту тоннелями, часто повреждали, снятие руля и ремонт его на базах у фронта, не имеющих сложного оборудования, были сложны. Поэтому конструкцию упростили, и значительно.
Сложная и громоздкая дымовая аппаратура заменена на 12 дымшашек.

## Боевое применение бронекатеров

### Балтийский флот
БКА пр. 1124 в первом же периоде Великой Отечественной войны вступили в бои в Финском заливе, на Ладожском (Ладожская военная флотилия), Онежском (Онежская военная флотилия) озёрах и на Неве.
В июле 1941-го в Краснознамённый Балтийский флот (КБФ) вошли 6 БКА Ижорского завода — № 97, № 98, № 99, № 100, № 101 и № 102. Бронекатер № 98 при высадке десанта на Лункулансаари потоплен 25 июля 1941 года финской артиллерией, а № 97 — немецкими орудиями у Ивановских порогов 30 августа.
Бывший командующий Ладожской флотилией, в то время капитан 1-го ранга, Чероков В. С. отмечал, что осенью 1941 год бронекатера № 99 и № 100 стояли не на жизнь, а насмерть на реке Неве у Ивановских порогов, на реке Свири, после горения и повреждений ремонтировались и вновь в бои. БКА № 100 на Свири 23 сентября повреждён финской артиллерией, а бронекатер № 99 в походе из Новой Ладоги в Морье 18 ноября затерло льдами, но после ремонта его вернули в строй.
Бронекатера пр. 1124 в 1942 году воевали в Шхерном отряде КБФ, истребительном отряде ОВР Ленинградской ВМБ и отряде бронекатеров Ладожской военной флотилии. Катера прикрывали артиллерией дозорные суда и конвои Ленинград — Кронштадт. В десантных операциях на реках они участвовали реже, но бронекатера сыграли большую роль и в них. Их число в соединениях менялось в зависимости от обстановки. Иногда бронекатера передавали в оперативное подчинение армейскому командованию.
Бронекатера проекта 1124 участвовали и в озёрном бою 22 октября 1942 года, когда советские силы разгромили многочисленный отряд немецких и итальянских судов, пытавшихся овладеть островом Сухо. В известной Тулоксинской десантной операции в июне 1944 года, несмотря на штормовую погоду, бронекатера проекта 1124 поддержали 2 бригады — 70-ю морскую стрелковую и 3-ю морской пехоты, бронекатера подходили к береговой черте и поражали финские огневые точки, уцелевшие после артиллерийской подготовки.
Иногда катерники для увеличения огневой мощи бронекатеров устанавливали нештатное оружие. Например, в 7-м дивизионе ОВР Ленинградской ВМБ зимой 1942—1943 года на стволы 76-мм пушек бронекатеров № 101 и № 102 сверху установили по направляющей 82-мм реактивных снарядов М-8. Бронекатера обстреливали этими снарядами побережье несколько раз, после пуска реактивных снарядов могли вести огонь и танковые пушки. По воспоминаниям В. В. Чудова — командира 7-го дивизиона, бронекатер № 101 из района северо-западнее Лавенсаари, выпустил два реактивных снаряда М-8 по немецкому миноносцу типа «Т». Но из-за малой низкой кучности огня с импровизированных пусковых установок реактивные снаряды создавали большую опасность для бронекатера, чем для врага, поэтому народный комиссар военно-морского флота Кузнецов Н. Г. 24 января 1943 года приказом запретил изготовление и применение импровизированных пусковых установок реактивных снарядов.
В Ленинградском сражении бронекатера помогли 4-й армии сдержать наступление немцев в районе реки Волхов: поднялись по ней до устья реки Тигода и, маневрируя на мелких реках и речушках в лесах, сыграли роль артиллерии и танков, обеспечив пехоте огневую поддержку.
Бронекатера с 22 февраля 1944 года вошли в КБФ и им присвоили другие тактические номера — БК-99, БК-100, БК-101 и БК-102.
БК-99 участник Свирско-Петрозаводской, БК-100 — Тулоксинской десантной операции. БК-101 и БК-102 высаживали Мерикюлаский десант, а все четыре бронекатера участвовали в Восточно-Прусской операции 1945 года.

### Волжская флотилия
В Волжской военной флотилии, сформированной в конце 1941 года, было 36 бронекатеров разных типов (но только 5 бронекатеров проекта 1124, остальные проектов 1125), и они разделены на 4 группы: Сталинградская особая, Саратовская, Зеленодольская и Астраханская. Из них последние три участия в боях 1942 года не принимали, за исключением борьбы с авиацией противника.
Известно, что в Волжскую флотилию входили бронекатера типа 1124: № 21 (с 12 июня 1942 года № 43, с 18 августа 1942 года № 53, с 16 ноября 1942 года № 32), № 22 (с 12 июня 1942 года № 44, с 18 августа 1942 года № 54, с 16 ноября 1942 года № 33), № 31 (с 18 августа 1942 года № 32, с 18 сентября 1942 года № 111, с 16 ноября 1942 года № 73), № 32 (с 18 августа 1942 года № 33, с 18 сентября 1942 года № 112, с 16 ноября 1942 года № 75), № 61 (с 30 апреля 1942 года № 11, с 18 августа 1942 года № 31, с 18 сентября 1942 года № 113, с 16 ноября 1942 года № 71). Кроме штатного вооружения на кожухах машинных отделений некоторых бронекатеров (например, БКА-63 проекта 1125) дополнительно устанавливались 7,62-мм пулеметы М-1 на треногах. Известно, что БКА-61 проекта 1125 имел на вооружении 76-мм пушку Ф-34 и 12,7-мм зенитный пулемет ДШК на универсальном «армейском» станке-треноге. БКА-62 проекта 1125 также имел 12,7-мм армейский пулемет ДШК на треноге. На некоторых бронекатерах артиллеристы приспособились стрелять из танковых пушек Ф-34 по самолётам, встречая их огнем при подходе, и обстреливая при отходе от конвоя.
Бронекатера на Волге несли противовоздушную оборону, защищая от немцев конвои и переправы. Например, бронекатер № 53 под командой лейтенанта И. Д. Кардунина 27 и 29 июля 1942 года сбил 2 немецких бомбардировщика; а только 25—31 июля бронекатер отразил 22 налёта немецких самолётов. На баке некоторых бронекатеров предусматрели место для установки 82-мм миномета, нужного при поддержке десанта и, вообще, для стрельбы по противнику на берегу.
В навигацию 1942 года бронекатера обеспечивали ПВО 13 конвоев и 128 отдельных транспортов суммарным водоизмещением 1160 тыс. тонн. Как правило, конвоирующие бронекатера шли на буксире в хвосте конвоя и лишь при появлении немецких самолётов запускали двигатели и начинали ходить вокруг конвоя, который прикрывали, охраняемого, открывая огонь по немецким самолётам.
Сначала немецкие самолёты летали на малых высотах (200—250 м), но после потерь от огня кораблей и катеров охраны стали летать на высотах 1000 — 3000 м.
Отряд бронекатеров, действовавших под Сталинградом, работал значительно напряженнее, и занимался, в основном, перевозкой войск и грузов при сильном огневом противодействии с земли и немецкой авиации.
Кроме того, при ведении конвойной службы выяснилось, что наиболее приспособлены для неё 5 бронекатеров проекта 1124 (№ 21/32, 22/33, 31/73, 32/75, 61/71) каждый двумя 76-мм зенитками образца 1914/15 годов и спаренными 12,7-мм ДШК в башне ДШКМ-2Б.
Во время зимовок зимовке палубы катеров засыпали для утепления опилками и обшивали досками, борта засыпали снегом, а жилые помещения отапливали камельками на дровах. Расчеты орудий и пулемётов жили на бронекатерах и зимой.
Бронекатера Волжской флотилии под Сталинградом, зимой вытащенные на берег, вели огонь из артиллерии главного калибра по немцам.

## Галерея

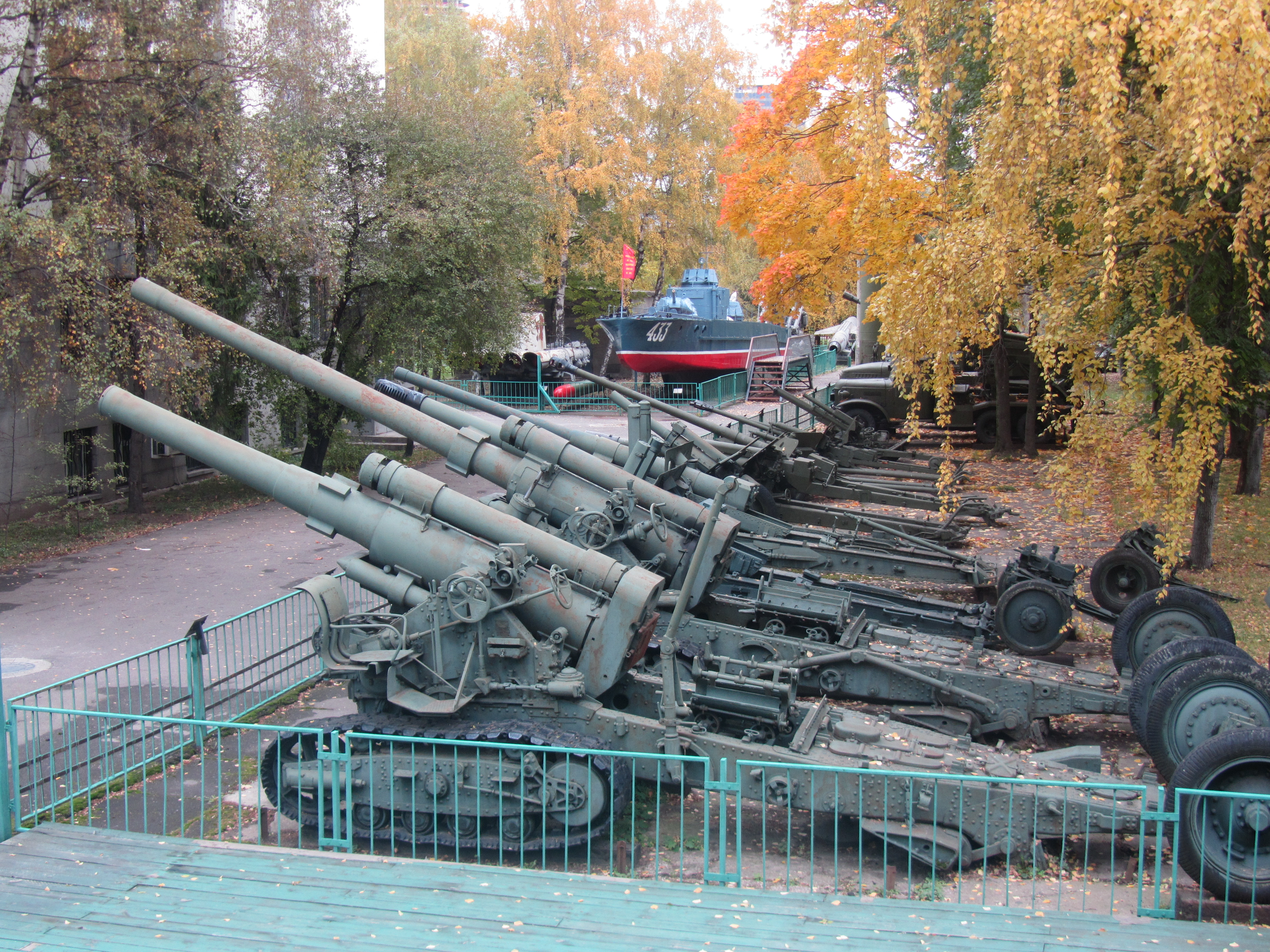
ЦМВС. На заднем плане бронекатер проекта 1124